# Remete Szent János temploma
A palermói Remete Szent János temploma egykor egy kolostor része volt, ma múzeum. Az épület dísztelen, kocka alakú épületelemek kompakt sorozata ezeket öt pirosra festett kupola koronázza. A 19. században helyreállított épület nagyrészt dísztelen, többszörös bolthajtások által meghatározott belső térben látható. Kőfaragásai kiemelik az épület megkülönböztetett, szimbolikus jelentőségét. A templomhoz tartozik egy kicsi, páros oszlopokkal körbefogott kerengő.

## Története
A templom épülete több különböző korban épült részből áll. A jelenlegi templom helyén a 6. században már állt egy Szent Hermesznek (Sant'Ermete)  ajánlott templom. A 10. században arab stílusban épült a San Giovanni degli Eremiti kolostor elődje. Ez egy négyszögletesen körbe falazott udvarból állt, északi oldalán egy oszlopsorral, amihez keleten egy 6 x 18 méteres terem csatlakozott. A terem közepét öt négyzetes oszlop osztotta két hajóra. Mind a 12 így keletkezett keresztfejet keresztboltozat zárja le.
A templom építését II. Roger röviddel királlyá szentelését követően, 1130-ban rendelte el, a latin kolostor részeként, s 1143-ban szentelték fel. Az udvar északi fala alkotta a templom déli falát. A kerengőbe építették be az eredeti arab termet a többi részből alakították ki a sekrestyét. 1464-ben a San Martino delle Scale bencés kolostor részévé vált. A kolostort 1524-ben a monreali bencések tulajdonába adták, s az ezt követő századokban a templom a kolostor része volt.

## Építészete
A templom épülete az arab–normann építészet jellegzetes alkotása. Messziről magára vonja a szemlélődök figyelmét a templomot koronázó öt vörös színű kupola. Az ilyen kupolák a fátimida kultúrára voltak jellemzők.
Az antalkereszt alaprajzú templom nyugat-keleti irányú széles főhajóját két nagyobb, hengeres dobon elhelyezkedő kupola koronázza. A kereszthajó, aminek a szélessége a főhajó szélességének a felét sem éri el, a főhajóhoz annak keleti végébe csatlakozik. A változó magasságú kereszthajón három kisebb kupola látható. A kereszthajó magossága a főhajótól délre elhelyezkedő részen azonos a főhajó magosságával. Itt látható az első kisebb kupola. A két hajó találkozásánál a kereszthajó magasabb, mint a főhajó. Ezt a részt is egy kisebb kupola díszíti. Ennek a résznek a keleti falából türemkedik ki a templom főhajójához csatlakozó apszis. A kereszthajó északi szárnyára épült a templom harangtornya, amelynek legfelső szintjét hármas vakárkádba zárt csúcsíves ablak díszíti, és egy kisebb kupola fedi.
Az épület keleti homlokzatának a fala zárja magába a kereszthajótól délre megmaradt egykori arab termet. Ezen a falon csak lőrésszerű nyílásokat látunk. Megmaradt az eredeti arab építmény déli fala is, a nyugati fal teljesen megsemmisült.